# Phyllophaga ravida
Phyllophaga ravida är en skalbaggsart som beskrevs av Blanchard 1851. Phyllophaga ravida ingår i släktet Phyllophaga och familjen Melolonthidae. Inga underarter finns listade i Catalogue of Life.